# Areca songthanhensis
Areca songthanhensis är en enhjärtbladig växtart som beskrevs av A.J.Hend., N.K.Ban och B.V.Thanh. Areca songthanhensis ingår i släktet Areca och familjen Arecaceae. Inga underarter finns listade i Catalogue of Life.